# JS Poissy
Die Jeunesse Sportive Féminine de Poissy, kurz JSF beziehungsweise JS Poissy, ist ein ehemaliger französischer Frauenfußballverein aus Poissy, rund 30 km westlich der Hauptstadt Paris im Département Yvelines gelegen.

## Geschichte
Gegründet wurde der reine Frauenfußballklub in den 1970er Jahren; ein exakteres Gründungsdatum ist bisher nicht zu ermitteln. Seine Vereinsfarben waren Blau und Gelb. Die JS Poissy löste sich 2011 auf und ihre Spielerinnen schloss sich dem örtlichen Männerverein AS Poissy an.

## Ligazugehörigkeit und Erfolge
Nachdem die Fußballerinnen aus Poissy in den ersten Jahren nur gegen andere Frauenteams aus der Hauptstadtregion um Punkte kämpften, traten sie national erstmals in der Saison 1983/84 in Erscheinung, als sie sich nicht nur für die Vorrunde der seinerzeit noch im Endrundenmodus ausgetragenen französischen Frauenmeisterschaft qualifizieren konnten, sondern darin sogar in die Runde der 24 besten Frauschaften vorstießen. Dies konnten sie in den folgenden Spielzeiten regelmäßig wiederholen. 1987 begann Poissys stärkste Zeit: ihre Frauen erreichten in vier Saisons nacheinander die Runde der letzten vier verbliebenen Teams. Dreimal scheiterten sie dabei im Halbfinale – sukzessive am FCF Hénin-Beaumont, CS Saint-Brieuc und dem FC Lyon –, aber einmal (1990) stießen sie sogar ins Endspiel vor. Darin unterlagen sie allerdings den Spielerinnen der VGA Saint-Maur, die in den 1980er Jahren den französischen Frauenfußball dominierten, mit 0:3 und mussten sich mit der Vizemeisterschaft zufriedengeben.
Als 1992 eine landesweite, einheitliche Liga, das Championnat National 1 A, geschaffen wurde, gehörte die JS Poissy zu den zwölf Mannschaften, die darin Aufnahme gefunden hatten. Ihre beste Platzierung erreichte sie im zweiten Jahr mit einem sechsten Rang in der Abschlusstabelle. Danach wirkte sich allerdings das Problem, dass es in der 35.000-Einwohner-Stadt schwierig war, genügend viele junge Mädchen für den organisierten Fußballsport zu interessieren, zunehmend negativ auf die JSP aus. Zweimal zog der französische Fußballverband FFF der Ligafrauschaft wegen ihrer fehlenden Nachwuchs-Infrastruktur Punkte ab, und am Ende der Saison 1995/96 stand der Abstieg in die zweite Division, aus der das Team bis zu seiner Auflösung nie mehr in die Eliteliga Frankreichs zurückkehrte.

## Bekannte Spielerinnen
Um 1990 herum haben mehrere A-Nationalspielerinnen den Dress der JS Poissy getragen: Marielle Breton, Florence Polsinelli – diese beiden spielten allerdings nicht in ihrer Zeit bei der JSP international –, Ghislaine Baron, Corinne Ernoult und Brigitte Olive, die als Brigitte Henriques in den 2010er Jahren als FFF-Generalsekretärin auch dem Exekutivkomitee, dem höchsten Entscheidungsgremium des Verbandes, angehört.